# Guillaume Philippe Schimper
Guillaume Philippe (Wilhelm Philipp) Schimper (Dossenheim-sur-Zinsel, 12 de janeiro de 1808 – Estrasburgo, 20 de março de 1880) foi um botânico e palentólogo francês.
Seu filho Andreas Franz Wilhelm Schimper foi igualmente botânico.

## Vida
Após a graduação da Universidade de Estrasburgo, trabalhou como curador no Museu de História Natural, em Estrasburgo, tornando-se diretor do museu em 1839. O museu tem um busto de Schimper no topo das escadas.
De 1862 a 1879, ele foi professor de geologia e história natural na Universidade de Estrasburgo.
As contribuições de Schimper para a biologia foram principalmente nos campos especializados de briologia (estudo de musgos) e paleobotânica (estudo de fósseis de plantas). Ele passou um tempo considerável coletando espécimes botânicos em suas viagens pela Europa. Entre seus escritos estava Bryologia Europaea em seis volumes, uma obra épica publicada entre 1836 e 1855. Foi coescrito com Philipp Bruch (1781-1847) e descreveu todas as espécies de musgo europeu conhecidas na época.
Schimper também fez contribuições significativas na geologia. Em 1874, ele propôs uma nova subdivisão científica do tempo geológico. Ele chamou a nova época de "Era Paleocena", da qual ele se baseou em descobertas paleobotânicas da Bacia de Paris.

## Obras
- Com A. Mougeot: Monographie des Plantes fossiles du Gres Bigarre de la chaine des Vosges, Leipzig 1844 - Monografia sobre plantas fósseis do arenito variegado das montanhas de Vosges.
- Stirpes normales bryologiae europaeae, Straßburg 1844–1854
- Icones morphologicae, Stuttgart 1860
- Palaeontologica alsatica, Straßburg 1854 f.
- Synopsis muscorum europaeorum, Stuttgart (1860, segunda edição em 1876)
- Le terrain de transition des Vosges, Straßburg 1862, com Köchlin.

- "Bryologia europaea" (Stuttgart, 1836-55, seis volumes).
- Recherches sur les mousses anatomiques et morphologiques, 1850 - Pesquisa sobre a anatomia e morfologia dos musgos.
- Mémoire pour servir à l'histoire naturelle des Sphagnum, 1854 - Tratado sobre a história natural do esfagno.
- Traité de Paléontologie végétale (1869 a 1874 em dois volumes) - Tratado sobre paleobotânica.[3][4]